# Vesna
Vesna je  žensko osebno ime.

## Izvor imena
Ime Vesna je slovanskega izvora in izhaja iz besede vésna v pomenu »pomlad«  Ta beseda je starodavnega indoevropskega izvora, saj je v Indiji še vedno v rabi, le da je sanskritska oblika »Vasantha«.

## Pogostost imena
Po podatkih Statističnega urada Republike Slovenije je bilo na dan 31. decembra 2007 v Sloveniji število ženskih oseb z imenom Vesna: 7.607. Med vsemi ženskimi imeni pa je ime Vesna po pogostosti uporabe uvrščeno na 27. mesto.

## Osebni praznik
Vesna praznuje god 17. julija.

## Zanimivost
Vesna se je imenovalo umetniško društvo, ki so ga leta 1903 na Dunaju ustanovili slovenski slikarji. Ti so se programsko zavzeli za ljudstvu dostopno slikarsko umetnost. Člani društva, med katerimi so bili med drugimi tudi Maksim Gaspari, Hinko Smrekar, Ivan Vavpotič, so se imenovali vesnijáni. Vesne so od leta 2001 tudi glavne nagrade na osrednjem nacionalnem filmskem festivalu, na portoroškem Festivalu slovenskega filma.